# 다리 (해부학)

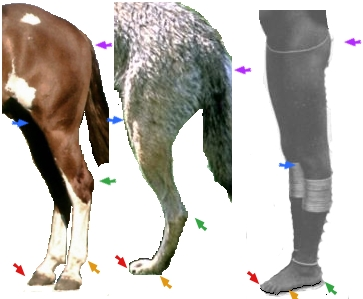

동물의 다리는 몸에 직접 연결되어 동물을 지탱하고 움직이는 것을 돕는 기관이다. 운동하는 동안 다리는 "신장 가능한 버팀대" 역할을 한다. 모든 관절의 움직임 조합은 길이를 변경하고 전방향 "고관절" 관절을 중심으로 회전할 수 있는 단일 선형 요소로 모델링할 수 있다.
해부학적 동물 구조로서 이동에 사용된다. 말단부는 종종 힘(예: 발)을 분산시키기 위해 수정된다. 대부분의 동물은 다리 개수가 짝수이다.
가구의 구성 요소로서 테이블 상판이나 의자 좌석과 같은 유용한 표면을 지지하는 데 필요한 재료의 경제성을 위해 사용된다.

## 다리뼈대
다리뼈대 62개
- 다리이음뼈 2개
  - 볼기뼈(관골(臗骨), hip bone) 2개[1]
    - 엉덩뼈(장골, ilium) 2개
    - 궁둥뼈(좌골, ischium) 2개
    - 두덩뼈(치골, pubis) 2개
- 다리뼈 8개
  - 넙다리뼈(대퇴골, femur) 2개
  - 무릎뼈(슬골, 슬개골, patella) 2개
  - 정강뼈(경골, tibia) 2개
  - 종아리뼈(비골, fibula) 2개
- 발뼈 52개
  - 발목뼈(족근골, tarsal bone) 14개
    - 목발뼈(거골, talus) 2개
    - 발꿈치뼈(종골, calcaneus) 2개
    - 발배뼈(주상골, navicular bone) 2개
    - 쐐기뼈 6개
      - 안쪽 쐐기뼈(제1 설상골, first (medial) cuneiform) 2개
      - 중간 쐐기뼈(제2 설상골, second (intermediate) cuneiform) 2개
      - 가쪽 쐐기뼈(제3 설상골, third (lateral) cuneiform) 2개

    - 입방뼈(입방골) 2개

  - 발허리뼈(중족골, metatarsal) 10개
  - 발가락뼈(족지골, phalanges) 28개

## 같이 보기
- 발
- 상지
- 인간의 다리
- 팔다리
- 다리 (절지동물)